# Мохана ди Колонья, Анджело де
Анджело де Мохана ди Колонья (итал. Angelo de Mojana di Cologna; 1905 год, Милан, Италия — 17 января 1988 года, Рим, Италия) — 77-й Князь и Великий магистр Суверенного военного гостеприимного ордена Святого Иоанна, Иерусалима, Родоса и Мальты.

## Биография
С 1940 года входил в состав Мальтийского ордена, с 1957 года принял рыцарские обеты в полном объёме.

### Деятельность на посту Великого магистра ордена
Избран Великим магистром 8 мая 1962 года
В 1962—1988 годах — Князь и Великий магистр Суверенного военного гостеприимного ордена Святого Иоанна, Иерусалима, Родоса и Мальты.
Во время своего правления Великий магистр:
- Активизировал работу по установлению дипломатических отношений с другими государствами. В 1962 году у ордена появились официальные представительства при штаб-квартирах международных организаций в Женеве и Париже, в 1976 году — при Организации Центрально-Американских государств, в 1980 году — в Бельгии, в 1982 году — во Франции, Германии и Швейцарии, а с 1983 года — в Риме и Вене. С 1975 года орден был представлен постоянными делегациями при Совете Европы, а с 1987 года и при Комиссии европейских сообществ[2].
- Восстановил собственную независимую юридическую систему ордена[2].
- В конституции, принятой в 1961 году, оговаривал государственный суверенитет ордена[2].
- В 1960-е годы орден начал чеканку собственной монеты[2].
- С 1966 года открыл собственная почтовую службу, выпускающую почтовые марки[2].

Умер 17 января 1988 года в Риме.

## Награды
- Цепь ордена Заслуг pro Merito Melitensi (гражданский класс)
- Большой крест на цепи ордена «За заслуги перед Итальянской Республикой» (Италия, 8 октября 1962 года)[3]$
- Верховный орден Христа (Святой Престол, 1987 год)[4]
- Большая цепь ордена Инфанта дона Энрике (Португалия, 2 сентября 1983 года)[5]
- Большой крест ордена Христа (Португалия, 21 сентября 1967 года)[5]